# Santa-Catarina-Meerschweinchen
Das Santa-Catarina-Meerschweinchen (Cavia intermedia) ist eine Art aus der Gattung der Echten Meerschweinchen (Cavia). Die Tiere sind nur von einer etwa 10 Hektar großen Insel im Archipel Moleques do Sul vor der Küste des brasilianischen Bundesstaats Santa Catarina bekannt, von der sie etwa 4 Hektar bewohnen. Der Bestand der Art beträgt im Schnitt 42 fortpflanzungsfähige Tiere bei einer Mindestgröße von 24 Tieren und einer Höchstpopulation bei 60 Tieren. Es handelt sich damit um eine der Arten mit der kleinsten Population und dem kleinsten geografischen Verbreitungsgebiet unter allen heute lebenden Säugetieren. Von der IUCN wird die Art entsprechend als vom Aussterben bedroht eingeordnet.
Wie alle Meerschweinchen ernähren sich die Tiere von Pflanzen, wobei für das Santa-Catarina-Meerschweinchen vor allem zwei Arten von Gräsern eine zentrale Rolle spielen. Auf der von ihnen bevölkerten Insel gibt es neben ihnen keine weiteren Säugetiere und damit auch keine Raubtiere, als Fressfeinde kommen nur vereinzelt einige Greifvögel in Frage.

## Merkmale

### Allgemeine Merkmale
Das Santa-Catarina-Meerschweinchen hat eine Kopf-Rumpf-Länge von 27,5 bis 31,0 Zentimetern bei einem Gewicht von 495 bis 680 Gramm. Die Ohrlänge beträgt etwa 25 bis 29 Millimeter, die Hinterfußlänge 48 bis 55 Millimeter. Es liegt damit in der Größe zwischen dem Gemeinen Meerschweinchen (Cavia aparea) und dem Riesenmeerschweinchen (Cavia magna), ein Sexualdimorphismus liegt nicht vor.
Die Fellfärbung entspricht der des Riesenmeerschweinchens mit einem dunklen Rückenstreifen, ist insgesamt allerdings grauer. Die Bauchseite ist gelblich grau mit einem weißen Kehlfleck. Die Rückenhaare kommen in drei Typen vor. Der erste Typ besitzt eine weißlich-graue Basis und einen schwarzen oberen Teil, der zweite Typ ist gelb und der dritte besitzt schwarze und gelbe Bänder. Der Bereich über der Wirbelsäule ist aufgrund des vermehrten Vorkommens von Haaren des ersten Typs dunkler. Am Kopf, außer in der Mittellinie, und an den Flanken befinden sich Haare der beiden anderen Typen mit stärker ausgeprägten gelben Bändern, die zum Bauch hin immer heller werden. Das Bauchfell ist weicher, kürzer und heller; die Haare sind an der Basis hellgrau und am Ende gelblich. Ein Fleck mit vollständig weißen Haaren befindet sich in der Kehlregion, dieser kann jedoch in Richtung Kinn vergrößert oder auch reduziert sein.
Zwischen den Zehen besitzen die Tiere kleine, aber auffällige Interdigitalmembranen zur Vergrößerung der Auftrittsfläche. Sie besitzen zudem drei gut entwickelte Polster und eine lange, distal gegabelte Schwiele auf der Fußsohle.

### Merkmale des Schädels und Gebisses
Der Schädel unterscheidet sich von dem anderer Cavia-Arten durch einen abgeflachten Sagittalkamm, breiteren Hinterhauptkondylen und einem großen Foramen magnum. Zudem besitzt er eine deutliche Vertiefung in der Interorbitalregion. Weitere Unterschiede betreffen die Zahnausgestaltung.
| 1 | · | 0 | · | 1 | · | 3 | = 20 |
| 1 | · | 0 | · | 1 | · | 3 | = 20 |

Die Tiere besitzen wie alle Arten der Gattung ein typisches Nagetiergebiss mit zu Nagezähnen umgewandelten Schneidezähnen (Incisivi) und eine darauf folgende Zahnlücke (Diastema). Sowohl im Oberkiefer als auch im Unterkiefer folgen pro Hälfte je ein Prämolar sowie drei Molaren. Insgesamt verfügen die Tiere damit wie alle Meerschweinchen über ein Gebiss aus 20 Zähnen. Die Zähne sind weiß gefärbt, die oberen Schneidezähne sind leicht opisthodont und nach vorne zusammenlaufend. Die Zahnkronen sind prismatisch und die Zähne wachsen zeitlebens nach. Die Molaren und Prämolaren sind relativ homogen ausgebildet, wobei einige Merkmale der Zahnkronen artspezifisch sind.

### Genetische Merkmale
Die Tiere haben einen Karyotyp mit einem diploiden Chromosomensatz von 2n = 62 Chromosomen, die Zahl langer Chromosomenarme (fundamental number, FN) beträgt 112. Dabei haben sie sechs Paare akrozentrischer und 24 Paare metazentrischer Autosomen, die Geschlechtschromosomen bestehen aus einem metazentrischen X-Chromosom und einem großen akrozentrischen Y-Chromosom. Die meisten anderen Arten der Gattung haben 64 Chromosomen, was als arttypisches Merkmal für die Eigenständigkeit des Santa-Catarina-Meerschweinchens gewertet wird. Nach Untersuchungen von 2012 wurden jedoch auch beim Riesenmeerschweinchen neben dem typischen Chromosomensatz mit 64 Chromosomen bei Tieren von der Insel Ilha dos Marinheiros nur 62 Chromosomen festgestellt. Der Karyotyp dieser Tiere veränderte sich durch chromosomale Inversionen oder alternativ durch Veränderungen des Heterochromatingehalts und durch Robertson-Translokationen soweit, dass zwei Chromosomen weniger als bei typischen Vertretern der Art vorhanden sind. Dadurch entspricht der Karyotyp dieser Inselpopulation teilweise dem des Santa-Catarina-Meerschweinchens.

## Verbreitung

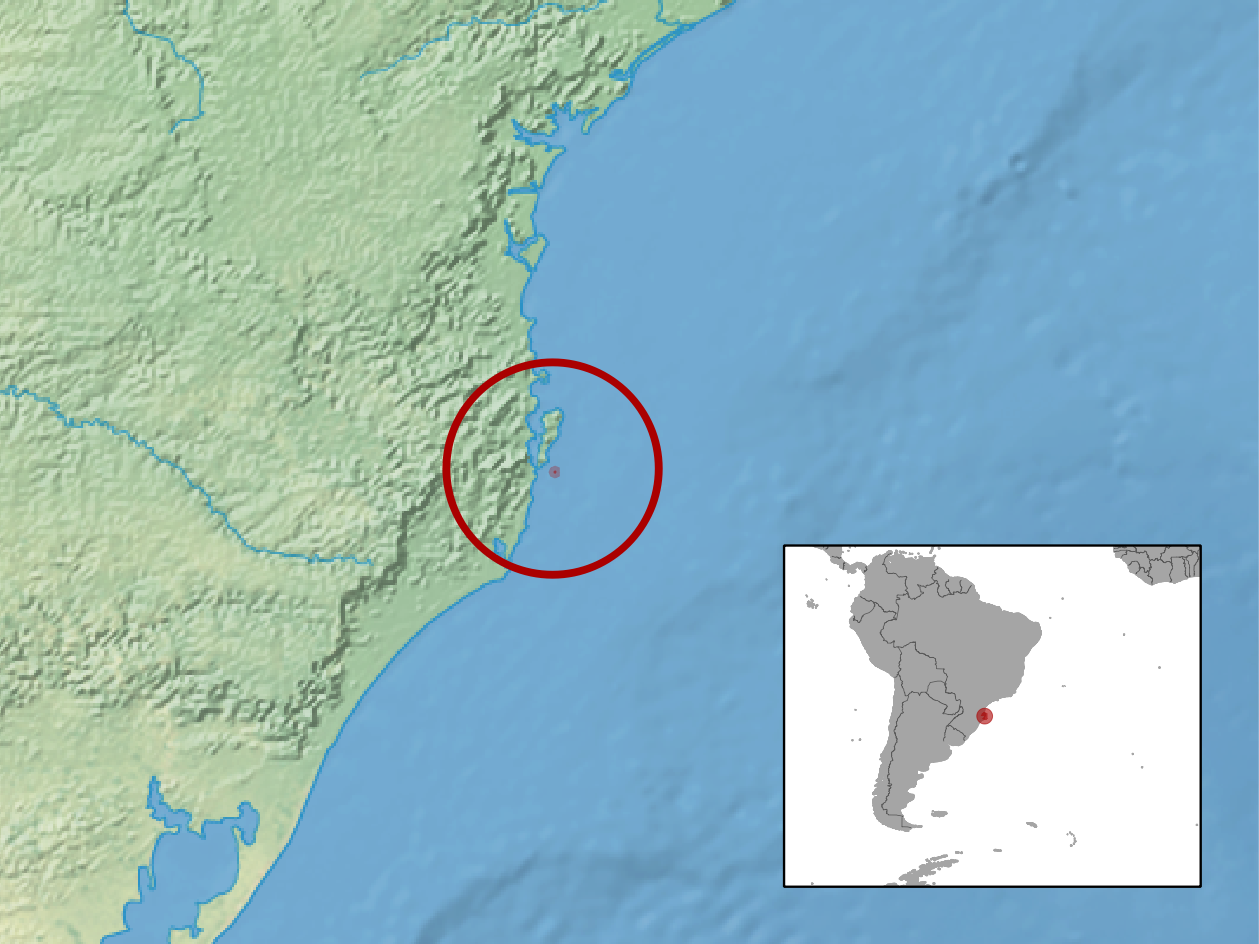
Verbreitungsgebiet des Santa-Catarina-Meerschweinchens

Die Typlokalität der Art ist der Archipel Moleques do Sul etwa 14 Kilometer vor der Küste des brasilianischen Bundesstaats Santa Catarina im Süden Brasiliens, wobei sie dort endemisch nur auf der gleichnamigen, unbewohnten und etwa 10 Hektar großen Hauptinsel und damit der größten Insel („Ilha maior“) des Archipels vorkommt. Die Art nutzt allerdings nur eine Fläche von etwa 4 Hektar auf der Insel und hat somit eines der kleinsten geografischen Verbreitungsgebiete unter allen heute lebenden Säugetieren.

## Lebensweise
Die Insel, auf der das Santa-Catarina-Meerschweinchen vorkommt, ist geprägt durch felsige Küsten und eine Vegetation aus Gräsern, Sträuchern wie Eisenkrautgewächsen (Verbenaceae) und Bäumen wie Seifenbaum- (Sapindaceae) und Maulbeergewächsen (Moraceae). Das Klima in der Region ist mesothermisch-feucht mit heißeren Monaten im Sommer und Niederschlägen über das ganze Jahr verteilt. Die monatliche Durchschnittstemperatur liegt im Sommer bei etwa 25 °C und die Gesamtniederschlagsmenge bei etwa 585 mm, im Winter liegt die Durchschnittstemperatur bei etwa 18 °C und die Gesamtniederschlagsmenge bei etwa 190 mm.
Die Territorien der Männchen und Weibchen sind mit 0,05 bis 0,35 Hektar etwa gleich groß und überlappend. Die Tiere sind über das gesamte Jahr aktiv und vor allem nachtaktiv, insbesondere bei der Nahrungssuche.
Die Tiere sind Pflanzenfresser und ernähren sich vor allem von Gräsern wie Sternotophrum secundatum und Paspalum vaginatum, die den Großteil der Vegetation der Insel darstellen. Diese beiden Grasarten werden intensiv beweidet, und die Meerschweinchen halten die Grasbiomasse in den Gebieten, in denen sie sich konzentrieren, auf einem niedrigen Niveau. Zugleich sind ihre Kotpillen reichlich vorhanden und spielen eine wichtige Rolle bei der Bodendüngung und der Wiederverwertung der Biomasse. Genutzt werden vor allem Bereiche, in denen die beiden Gräser konzentriert vorkommen. Dazwischen gibt es Pfade, die die Tiere intensiv benutzen. Die Futterstellen selbst sind von Busch- und Kräutervegetation umgeben, insbesondere von Amerikanischem Pampasgras (Cortaderia selloana) und Verbesina glabrata, in der sich die Tiere auch verstecken.
Sie sind das ganze Jahr über fortpflanzungsaktiv und die Weibchen gebären jeweils nur ein bis zwei Jungtiere pro Wurf. Die Jungtiere haben ein Gewicht von etwa 19 % dessen der ausgewachsenen Tiere, sie sind wie bei anderen Meerschweinchen bereits weit entwickelt mit Fell und geöffneten Augen. Geschlechtsreif sind die Weibchen nach etwa 59 Tagen oder etwa bei 70 % der erwachsenen Körpergröße, damit etwas später als die anderer Arten der Gattung.
Auf der Insel sind die Meerschweinchen die einzigen Säugetiere und es gibt entsprechend keine Raubtiere, sodass der Raubdruck auf die Tiere vergleichsweise gering ist. Die einzigen möglichen Prädatoren (Fressfeinde), die auf der Insel beobachtet wurden, sind vereinzelt Greifvögel. Nachgewiesen als Jäger sind etwa der Schopfkarakara (Caracara plancus), der Gelbkopfkarakara (Milvago chimachima) und der Chimangokarakara (Milvago chimango), weitere könnten der Kaninchenkauz (Athene cunicularia) und der Wanderfalke (Falco peregrinus) sein. Die Wirbeltierfauna der Insel besteht neben dem Meerschweinchen aus 31 Vogelarten und einer nicht beschriebenen Art von Doppelschleichen. Bei einer Untersuchung auf Ektoparasiten wurden auf einer Stichprobe von 27 Tieren insgesamt mehr als 1300 Läuse gesammelt, die den beiden Arten Gliricola lindolphoi und Trimenopon hispidum zugeordnet wurden. An den Ohren aller gefangenen Tiere fanden sich zudem Milben der Arten Arisocerus hertigi und Eutrombicula sp. Damit ist das Spektrum der bei dieser Art vorkommenden Arten von Ektoparasiten im Vergleich zu denen der Festlandarten sehr gering.

## Systematik
Das Santa-Catarina-Meerschweinchen wird als eigenständige Art innerhalb der Gattung Cavia  eingeordnet. Die wissenschaftliche Erstbeschreibung stammt von den brasilianischen Zoologen Jorge José Cherem, José Olimpio und Alfredo Ximénez aus dem Jahr 1999 und basiert unter anderem auf der im Vergleich zu anderen Arten abweichenden Chromosomenzahl. Olimpio hatte allerdings bereits 1991 in seiner Bachelorarbeit die wissenschaftlich noch nicht beschriebene neue Art charakterisiert. Erstmalig erwähnt wurden die Meerschweinchen auf der Insel von den Ornithologen L.A.R. Bege und B.T. Pauli in einem Werk über die Vogelwelt der Inseln von 1989, in dem sie auch eine Beschreibung der Insel selbst und ihrer Vegetation ergänzten.
Die Zoologen Jonathan L. Dunnum und Jorge Salazar-Bravo veröffentlichten im Jahr 2010 eine Revision der Verwandtschaftsverhältnisse innerhalb der Gattung Cavia. Das Santa-Catarina-Meerschweinchen wurde in dieser Arbeit nicht berücksichtigt, eine nahe Verwandtschaft mit dem Riesenmeerschweinchen wurde jedoch angenommen. 2016 ordnete es Thomas E. Lacher, Jr. als Schwesterart des Riesenmeerschweinchens ein und stellte diese dem Taxon aus den restlichen Arten mit dem Gemeinen Meerschweinchen als ursprünglichster Art gegenüber. Damit folgt er der Erstbeschreibung, die eine Artbildung des Santa-Catarina-Meerschweinchens vom Riesenmeerschweinchen durch eine Separation nach einem steigenden Meeresspiegel vor etwa 8000 Jahren annahm, sowie den Ergebnissen zur Chromosomenzahl, die die nahe Verwandtschaft untermauern.
Der Artname „intermedia“ wurde gewählt, weil die Tiere in ihrer Größe und Färbung zwischen dem Riesenmeerschweinchen und dem Gemeinen Meerschweinchen liegen. Innerhalb der Art werden keine Unterarten beschrieben.

## Gefährdung und Schutz
Die Art wird von der International Union for Conservation of Nature and Natural Resources (IUCN) als vom Aussterben bedroht (critically endangered) gelistet. Die Zahl der verbleibenden geschlechtsreifen Exemplare dieser Art wird auf kontinuierlich etwa 42 geschätzt und sie kommen alle an einem Ort vor. Der Archipel ist Teil des Naturschutzgebietes Parque Estadual da Serra do Tabuleiro, womit die Tiere vollständig in diesem Schutzgebiet leben, und die Insel ist schwer zugänglich. Es wird angenommen, dass die Art heute in ähnlicher Bestandsgröße vorkommt wie seit Jahrhunderten. Die bisherigen und geplanten Erhaltungsmaßnahmen sind entsprechend minimal. Es besteht allerdings eine statistisch relativ hohe Wahrscheinlichkeit, dass ein Ereignis wie etwa ein Brand die Art innerhalb von 20 Jahren zum Aussterben bringen könnte, daher beinhalten alle zukünftigen Szenarien die Möglichkeit des Aussterbens.
Salvador und Fernandez untersuchten 2008 die Populationsdynamik dieser Art zwischen März 2004 und Juni 2005 mit Hilfe von monatlichen Stichproben und Radiotelemetrie. Dabei lag die Mindestpopulation bei 24 Tieren, die Höchstpopulation bei 60. Die Population wies eine stabile Dichte, eine stabile Altersstruktur mit überwiegend erwachsenen Tieren, kleine Verbreitungsgebiete und eine hohe Überlebensrate auf.
Im April 2019 wurde im Rahmen eines Workshops des Instituto do Meio Ambiente de Santa-Catarina (IMA) ein Maßnahmenplan über den Zeitraum von fünf Jahren zur Erhaltung der Meerschweinchen auf der Insel beschlossen.

## Belege
1. 1 2 3 4 5 6 7 8 9 10  
Santa Catarina’s Guinea Pig. In: T.E. Lacher jr: Family Caviidae In: Don E. Wilson, T.E. Lacher, Jr., Russell A. Mittermeier (Herausgeber): Handbook of the Mammals of the World: Lagomorphs and Rodents 1. (HMW, Band 6) Lynx Edicions, Barcelona 2016, S. 434. ISBN 978-84-941892-3-4.
2. 1 2 3 4 5  
Jonathan L. Dunnum: Cavia intermedia Cherem, Olimpio & Ximénez, 1999 In: James L. Patton, Ulyses F.J. Pardinas, Guillermo D’Elía (Hrsg.): Mammals of South America, Volume 2 – Rodents. The University of Chicago Press, Chicago 2015; S. 698. ISBN 978-0-226-16957-6.
3. 1 2 3 4 5 6 7 8 9 10  
Jorge José Cherem, José Olimpio, Alfredo Ximénez: Descrição de uma nova espécie do gênero Cavia Pallas, 1766 (Mammalia – Caviidae) das Ilhas dos Moleques do Sul, Santa Catarina, Sul do Brasil. Biotemas 12 (1), 1999. (Volltext)
4. 1 2  
„Morphological Aspects“ In: Thomas E. Lacher, Jr.: Family Caviidae In: Don E. Wilson, T.E. Lacher, Jr., Russell A. Mittermeier (Hrsg.): Handbook of the Mammals of the World: Lagomorphs and Rodents 1. (HMW, Band 6) Lynx Edicions, Barcelona 2016, S. 406–411.
5. 1 2 3  
Systematics. In: Thomas E. Lacher, Jr.: Family Caviidae In: Don E. Wilson, T.E. Lacher, Jr., Russell A. Mittermeier (Herausgeber): Handbook of the Mammals of the World: Lagomorphs and Rodents 1. (HMW, Band 6) Lynx Edicions, Barcelona 2016, S. 406–407. ISBN 978-84-941892-3-4.
6. 1 2 3 4  
A. Gava, T.R.O. Freitas, J. Olimpio: A new karyotype for the genus Cavia from a southern island of Brazil (Rodentia— Caviidae). Genetics and Molecular Biology 21, 1998; S. 77–80. doi:10.1590/S1415-47571998000100013, Volltext.
7. 1 2  
Adriana Gava, Maurício B. dos Santos & Fernando M. Quintela: A new karyotype for Cavia magna (Rodentia: Caviidae) from an estuarine island and C. aperea from adjacent mainland. Acta Theriologica 57, 2012; S. 9–14. doi:10.1007/s13364-011-0042-0.
8. ↑  
Santa Catarina Guinea Pig auf der Seite edgeofexistence.org (EDGE), abgerufen am 31. Dezember 2022.
9. 1 2 3 4 5  
Carlos H. Salvador, Fernando A. S. Fernandez: Population Dynamics and Conservation Status of the Insular Cavy Cavia intermedia (Rodentia: Caviidae). Journal of Mammalogy 89 (3), 5. Juni 2008; S. 721–729. doi:10.1644/07-MAMM-A-0088R1.1.
10. 1 2 3 4 5  
Cavia intermedia in der Roten Liste gefährdeter Arten der IUCN 2022. Eingestellt von: N. Roach, 2016. Abgerufen am 29. August 2022.
11. 1 2 3  
Carlos H. Salvador, Fernando A. S. Fernandez: Reproduction and Growth of a Rare, Island-Endemic Cavy (Cavia intermedia) from Southern Brazil. Journal of Mammalogy 89 (4), 15. August 2008; S. 909–915. doi:10.1644/07-MAMM-A-056.1.
12. ↑  
André Luis Regolin, Nina Furnari, Fernando de Castro Jacinavicius, Pedro Marcos Linardi, Carlos José de Carvalho-Pintoe: Ectoparasites of the critically endangered insular cavy, Cavia intermedia (Rodentia: Caviidae), southern Brazil. International Journal for Parasitology: Parasites and Wildlife 4 (1), 2015; S. 37–42. doi:10.1016/j.ijppaw.2014.12.009.
13. 1 2  
Jonathan L. Dunnum, Jorge Salazar-Bravo: Molecular systematics, taxonomy and biogeography of the genus Cavia (Rodentia: Caviidae). Journal of Zoological Systematics and Evolutionary Research 48 (4), 2010; S. 376–388. doi:10.1111/j.1439-0469.2009.00561.x.
14. 1 2  
Cavia intermedia. In: Don E. Wilson, DeeAnn M. Reeder (Hrsg.): Mammal Species of the World. A taxonomic and geographic Reference. 2 Bände. 3. Auflage. Johns Hopkins University Press, Baltimore MD 2005, ISBN 0-8018-8221-4.
15. ↑  
José Olimpio: Morfologia, ecologia e biogeografia de uma nova espécie de Cavia (Mammalia: Caviidae), numa das Ilhas Moleques do Sul no litoral de Santa Catarina—Brasil. B.S. monograph, Federal University of Santa Catarina, Florianópolis, Brazil, 1991.
16. 1 2  
Plano de Ação Estudial para Conservação do Preá-de-Moleques – Pae Preá-de-Moleques am Instituto do Meio Ambiente de Santa-Catarina (IMA), abgerufen am 31. Dezember 2022.